# Studien- und Fördergesellschaft der Schleswig-Holsteinischen Wirtschaft
Die Die Studien- und Fördergesellschaft der Schleswig-Holsteinischen Wirtschaft (kurz: STFG) ist eine im Jahr 1966 von der Landesvereinigung der Schleswig-Holsteinischen Arbeitgeberverbände gegründete und von ihren Mitgliedern finanzierte Lobbyorganisation. Nach eigener Aussage ist sie ein Zusammenschluss von rund 300 Betrieben aller Branchen, Regionen und Größenordnungen des Landes Schleswig-Holstein  Sie betrieb in Aukrug das Bildungszentrum Tannenfelde. Außerdem fördert die STFG das kulturelle Schaffen schleswig-holsteinischer Künstler, verleiht einen Kunstpreis und seit 1984 jährlich den Umweltpreis der Wirtschaft.

## Geschichte
Vorläufer der STGB waren der Verein zur Förderung der Schleswig-Holsteinischen Wirtschaft, in dem sich in den Nachkriegsjahren schleswig-holsteinische Unternehmer Gedanken über den Wirtschaftsstandort machten und Kontakte zur Politik aufbauten, sowie der etwas später gegründete Studienkreis für Wirtschaft. Dieser griff die aus Skandinavien stammende Idee zur überbetrieblichen
Fort- und Weiterbildung auf und entwickelte erste Seminar- und Tagungsangebote. Im Sommer entstand aus diesen beiden Organisationen die STGB mit Sitz in Rendsburg. Als die Rendsburger Räumlichkeiten für die gewachsenen Anforderungen nicht mehr ausreichten, errichtete die Gesellschaft ein eigenes Bildungszentrum in Aukrug-Tannenfelde. Erster Vorsitzender nach der Gründung war Dr.Dr. Karl F. Möllering vom Unternehmen Dräger aus Lübeck. Heute repräsentiert Philipp Murmann die Gesellschaft.

## Bildungszentrum Tannenfelde
Das Bildungszentrum befindet sich in Aukrug bei Neumünster. Der Schwerpunkt des Seminar- und Tagungszentrums liegt auf den Gebieten der Erwachsenen- und Weiterbildung sowie die fach- und führungsspezifischen Fortbildung von Mitarbeitern. Die Gründung erfolgte 1974. Bis zum Jahr 2017 hatten über 250.000 Teilnehmer die Seminare in Tannenfelde besucht.